# Большой Буэнос-Айрес
Большо́й Буэ́нос-А́йрес (исп. Gran Buenos Aires, GBA, исп. Área Metropolitana de Buenos Aires, AMBA) — агломерация на востоке Аргентины. Включает в себя столицу Буэнос-Айрес и прилегающие пригороды на территории провинции Буэнос-Айрес. Обычно под Большим Буэнос-Айресом понимают сам город и 24 округа-пригорода, реже включают и другие прилегающие населённые пункты.
Площадь агломерации составляет около 6 000 км², из них 200 км² — это территория федерального округа. Также иногда к Большому Буэнос-Айресу относят и агломерацию Большой Ла-Платы с площадью 1 200 км². Поэтому общая площадь Большого Буэнос-Айреса составляет 7200 км².

## Население
Численность населения агломерации Большой Буэнос-Айрес составляет 12 701 364 человек (перепись 2010), из которых 2 891 082 человек проживает в столице Аргентины, 9 910 282 человек — в пригородной зоне (24 округа) и 0,79 млн человек в Большой Ла-Плате.
Население собственно города Буэнос-Айрес с 1940-х годов уменьшается, одновременно отмечается тенденция роста числа жителей пригородов, за счет чего население Большого Буэнос-Айреса растёт.

## Деление
Большой Буэнос-Айрес условно делится на:
1. Федеральный округ — город Буэнос-Айрес
2. Пригороды Буэнос-Айреса. Согласно определению Национального института статистики и переписей (INDEC), к ним входят 24 муниципалитета провинции Буэнос-Айрес[2], в частности:
  1. Полностью урбанизированные муниципалитеты (14):

| Муниципалитет        | Площадь, км² | Население, чел.(2010) | Административный центр |
| -------------------- | ------------ | --------------------- | ---------------------- |
| Авельянеда           | 55,2         | 340 985               | Авельянеда             |
| Висенте-Лопес        | 34,0         | 270 929               | Оливос                 |
| Итусайнго            | 38,5         | 168 419               | Итусайнго              |
| Кильмес              | 125,0        | 580 829               | Кильмес                |
| Ланус                | 45,0         | 453 500               | Ланус                  |
| Ломас-де-Самора      | 89,0         | 613 192               | Ломас-де-Самора        |
| Мальвинас-Аргентинас | 63,8         | 321 833               | Лос-Польворинес        |
| Морон                | 52,0         | 319 934               | Морон                  |
| Сан-Исидро           | 21,0         | 291 608               | Сан-Исидро             |
| Сан-Мигель           | 83,0         | 281 120               | Сан-Мигель             |
| 3 Февраля            | 46           | 343 774               | Касерос                |
| Херлингем            | 35,4         | 176 505               | Херлингем              |
| Хенераль-Сан-Мартин  | 56,0         | 422 830               | Сан-Мартин             |
| Хосе-Клементе-Пас    | 50,1         | 263 094               | Хосе-Клементе-Пас      |

2.2. Частично урбанизированные муниципалитеты (10), вошедшие в состав агломерации в середине XX в.:
| Муниципалитет     | Площадь, км² | Население, чел.(2010) | Административный центр |
| ----------------- | ------------ | --------------------- | ---------------------- |
| Альмиранте-Браун  | 129,3        | 555 731               | Адроге                 |
| Берасатеги        | 188,0        | 320 224               | Берасатеги             |
| Эсейса            | 237,0        | 160 219               | Эсейса                 |
| Эстебан-Эчеверрия | 29,0         | 298 814               | Монте-Гранде           |
| Ла-Матанса        | 325,7        | 1 772 130             | Сан-Хусто              |
| Мерло             | 170,0        | 524 207               | Мерло                  |
| Морено            | 186,1        | 462 242               | Морено                 |
| Сан-Фернандо      | 950,0        | 163 462               | Сан-Фернандо           |
| Тигре             | 220,0        | 380 709               | Тигре                  |
| Флоренсио-Варела  | 190,0        | 423 992               | Флоренсио-Варела       |

3. Муниципалитеты пригородной зоны агломерации (6), которые еще не являются фактически пригородами Буэнос-Айреса, но в ближайшее время могут ими стать:
| Муниципалитет     | Площадь, км² | Население, чел.(2010) | Административный центр |
| ----------------- | ------------ | --------------------- | ---------------------- |
| Эскобар           | 277,0        | 210 084               | Белен-де-Эскобар       |
| Маркос-Пас        | 470,0        | 53 462                | Маркос-Пас             |
| Пилар             | 352,0        | 298 191               | Пилар                  |
| Пресиденте-Перон  | 120,7        | 25 415                | Герника                |
| Сан-Висенте       | 666,0        | 59 708                | Сан-Висенте            |
| Хенераль-Родригес | 360,0        | 87 491                | Хенераль-Родригес      |

4. Агломерация города Ла-Плата (3 муниципалитета), которая тесно связана с соседним Буэнос-Айресом:
| Муниципалитет | Площадь, км² | Население, чел.(2010) | Административный центр |
| ------------- | ------------ | --------------------- | ---------------------- |
| Бериссо       | 135,0        | 88 123                | Бериссо                |
| Энсенада      | 135,0        | 55 629                | Энсенада               |
| Ла-Плата      | 926,0        | 649 613               | Ла-Плата               |

Также иногда 24 пригородных муниципалитета Буэнос-Айреса разделяют на пояса, или кольца, в зависимости от расстояния до столицы:
- Первое кольцо: Авельянеда, Ланус, Ломас-де-Самора, Ла-Матанса (частично), Морон, Трес-де-Фебреро, Сан-Мартин, Висенте-Лопес, Сан-Исидро
- Второе кольцо: Кильмес, Берасатеги, Флоренсио-Варела, Эстебан-Эчеверрия, Эсейса, Морено, Мерло, Мальвинас-Архентинас, Урлингам, Итусайнго, Тигре, Сан-Фернандо, Хосе-Клементе-Пас, Сан-Мигель, Ла-Матанса (частично), Альмиранте-Браун
- Третье кольцо: Сан-Висенте, Пресиденте-Перон, Маркос-Пас, Хенераль-Родригес, Эскобар, Пилар

Другое деление осуществляется по географическому принципу:
- Северная Зона состоит из муниципалитетов Висенте-Лопес, Сан-Исидро, Сан-Фернандо, Тигре, Хенераль-Сан-Мартин, Сан-Мигель, Хосе-Клементе-Пас, Мальвинас-Архентинас, Пилар. Характеризуется большим количеством состоятельных районов, а также важных индустриальных центров, прежде всего автомобилестроительных и фармакологических. Прибрежная зона — важный очаг туризма. Здесь также находится большое количество морских клубов.
- Западная зона состоит из муниципалитетов Ла-Матанса, Морено, Мерло, Морон, Маркос-Пас, Урлингам, Итусайнго, Трес-де-Фебреро. Это очень индустриализированная и урбанизированная зона. В последнее время значительную часть населения составляют мигранты. Важнейшим округом является Ла-Матанса.
- Южная Зона состоит из муниципалитетов Авельянеда, Кильмес, Берасатеги, Флоренсио-Варела, Ланус, Ломас-де-Самора, Альмиранте-Браун, Эстебан-Эчевериа, Эсейса, Пресиденте-Перон и Сан-Висенте. В этой зоне традиционно с XIX в. располагались очаги промышленности, в частности мясокомбинаты. От города Буэнос-Айрес и Западной зоны отделена рекой Матанса-Риачуэло. Здесь обитают преимущественно бедные слои населения. Со столицей зона совмещена автодорогами Буэнос-Айрес — Ла-Плата, Эсейса — Каньюэлас, Камино-Негро, улицами Иполито Иригоэна и Бартоломео Митре, а также железной дорогой им. Генерала Рока.